# Stenocorus alteni
Stenocorus alteni là một loài bọ cánh cứng trong họ Cerambycidae.